# ماغنوس يوندال
ماغنوس يوندال (بالنرويجية: Magnus Jøndal) مواليد 7 فبراير 1988، هو لاعب كرة يد نرويجي يلعب كجناح أيسر. يلعب حاليا مع نادي جوج لكرة اليد ويحمل الرقم 17. مثل منتخب النرويج لكرة اليد.

## سجل المنافسة
شارك في البطولات التالية:
- بطولة أوروبا لكرة اليد للرجال 2012
- بطولة أوروبا لكرة اليد للرجال 2016

## روابط خارجية
- ماغنوس يوندال على موقع الاتحاد الدولي لكرة اليد (الإنجليزية)
- ماغنوس يوندال على موقع الاتحاد الأوروبي لكرة اليد (الإنجليزية)
- ماغنوس يوندال على موقع الاتحاد النرويجي لكرة اليد (النرويجية)
- ماغنوس يوندال على موقع اللجنة الأولمبية الدولية (الإنجليزية)
- ماغنوس يوندال على موقع أوليمبيديا (الإنجليزية)